# Petersbach (Mur)
Der Petersbach ist ein Bach in den Grazer Bezirken St. Peter und Liebenau. 
Der Petersbach entspringt in einem Sumpfgebiet am Fuße des Lustbühels und fließt nach Südosten in Richtung Mur, in die er nördlich der Puntigamer Brücke mündet. Der wichtigste Zufluss des Petersbaches ist der rechte Zubringer vom Paierlhang, der an der Kreuzung Peterstalstraße und Weiherweg einmündet.
Neben dem Andritzbach und dem Schöckelbach ist der Petersbach der hochwassergefährdetste Grazer Stadtbach. Die überflutungsgefährdeten Flächen erstrecken sich entlang der Peterstalstraße und des Banngrabenwegs. Ein  Problembereich ist die St. Peter Hauptstraße, wo der Petersbach über eine Strecke von 450 Meter unter der Straße verläuft. In jüngerer Zeit gab es mehrere größere Überflutungen, wegen der Uferzonenverbauungen mit einer Abfuhrfähigkeit von nur 2 m³ pro Sekunde – ein Jahrhundert-Hochwasser ist jedoch mit 16 m³ pro Sekunde berechnet. 

## Galerie

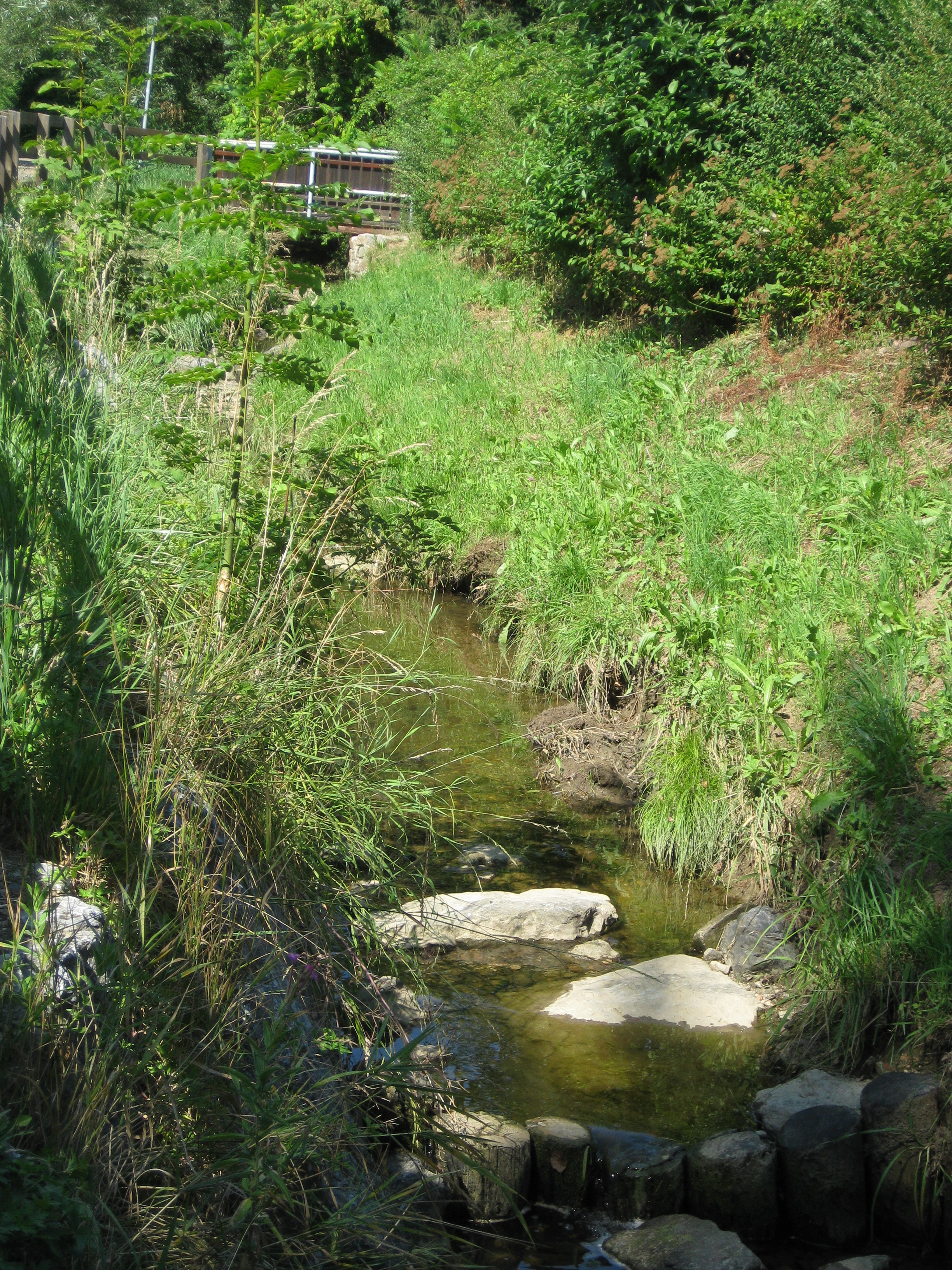
Petersbach Mittellauf auf Höhe Petersbachstraße
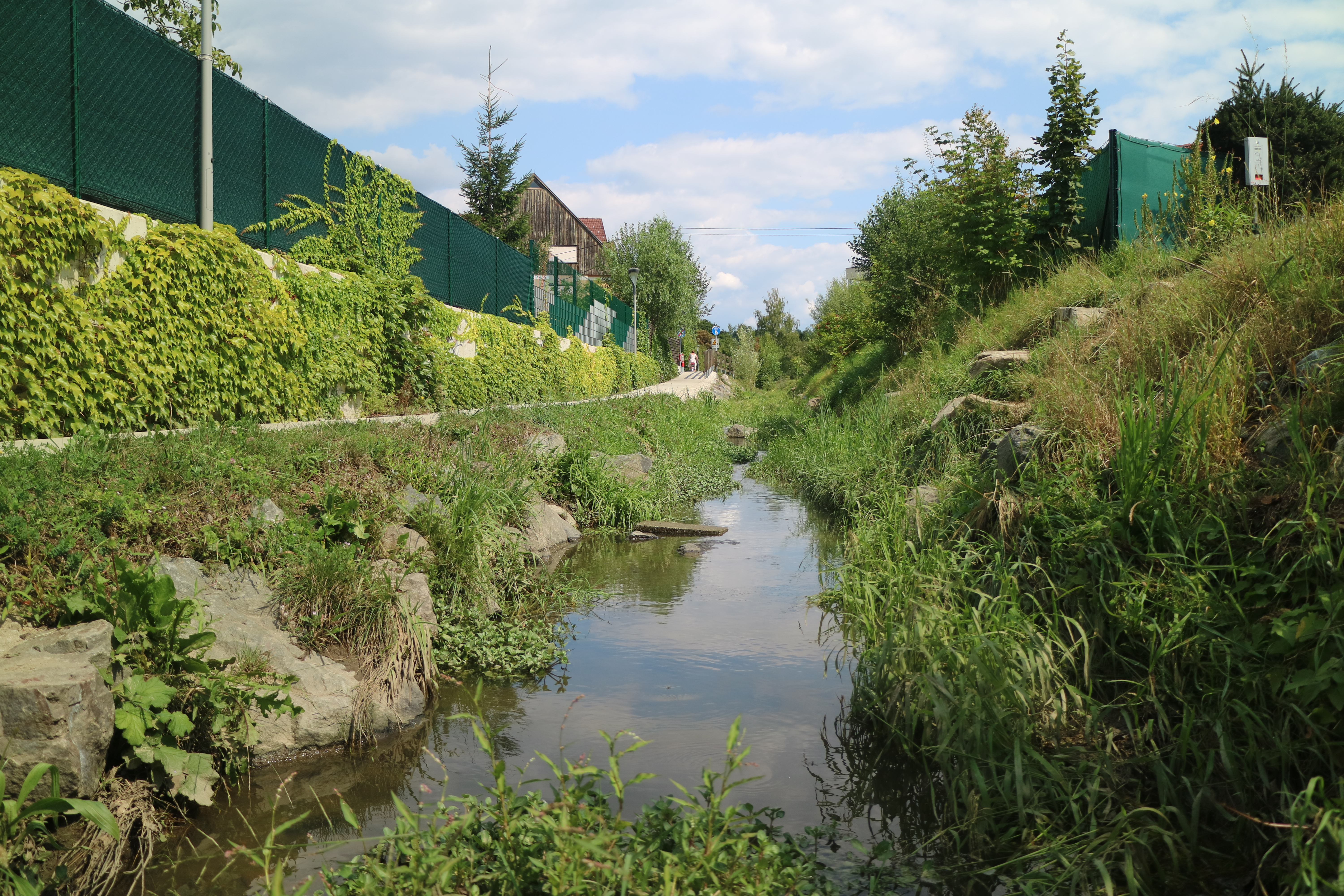
Bachlauf am Banngrabenweg